# Chaturbate
Chaturbate — це вебсайт для дорослих, на якому представлені живі виступи вебкамер від окремих моделей і пар, які зазвичай демонструють оголеність і сексуальну активність — від стриптизу і еротичних розмов до мастурбації за допомогою секс-іграшок, які часто бувають вельми відвертими. Сайт розділений на п'ять категорій: жіночі камери, чоловічі камери, парні камери, трансгендерні камери та шпигунські шоу.
«Chaturbate» — це злиття слів «чат» і «мастурбація». Глядачам дозволено дивитися безкоштовно (за винятком приватних шоу), але платити гроші у вигляді «чайових», щоб побачити, як виконуються певні сексуальні дії. Сам сайт заробляє доходи, беручи приблизно 40 % від того, що роблять виконавці. Крім того, Chaturbate генерує дохід від аудиторії, коли вони купують токени за допомогою своїх кредитних карт.
Станом на листопад 2019 року сайт займає 22-е місце у світовому рейтингу Alexa і є найбільшим сайтом для дорослих, конкуруючи з європейськими BongaCams та LiveJasmin. За оцінками, сайт відвідує близько 4,1 мільйона унікальних відвідувачів щомісяця. Виконавці можуть заробити гроші, отримавши чайові. Кожен токен Chaturbate коштує $0.05, а модель повинна заробити не менше $50.00 для отримання оплати.